# Петър Тренков
Петър Христов Тренков е български учител и общественик, деец на Българските акционни комитети.

## Биография
Петър Тренков е роден на 10 февруари 1885 година в град Прилеп, тогава в Османската империя. Брат е на Йордан Тренков. Завършва Солунската българска мъжка гимназия през 1900/1901 година. След това става учител по български език.
През 1941 година, при разгрома на Югославия от Германия, е в прилепската комисия, която на 25 април 1941 година организира Българските акционни комитети в града.